# Huapacal 1ra. Sección, Huimanguillo
Huapacal 1ra. Sección är en ort i Mexiko.   Den ligger i kommunen Huimanguillo och delstaten Tabasco, i den sydöstra delen av landet, 600 km öster om huvudstaden Mexico City. Huapacal 1ra. Sección ligger 17 meter över havet och antalet invånare är 1 164.
Terrängen runt Huapacal 1ra. Sección är mycket platt. Runt Huapacal 1ra. Sección är det ganska glesbefolkat, med 45 invånare per kvadratkilometer. Närmaste större samhälle är Pejelagartero 1ra. Sección, 15,5 km norr om Huapacal 1ra. Sección. Trakten runt Huapacal 1ra. Sección består till största delen av jordbruksmark.